# Zhanping (sockenhuvudort i Kina, Jiangxi Sheng, lat 28,03, long 116,24)
Zhanping är en sockenhuvudort i Kina. Den ligger i provinsen Jiangxi, i den sydöstra delen av landet, omkring 81 kilometer sydost om provinshuvudstaden Nanchang. Antalet invånare är 19 596. Befolkningen består av 9 042 kvinnor och 10 554 män. Barn under 15 år utgör 22,0 %, vuxna 15-64 år 69 %, och äldre över 65 år 7,0 %.
Runt Zhanping är det tätbefolkat, med 511 invånare per kvadratkilometer. Närmaste större samhälle är Fuzhoushi, 10,9 km öster om Zhanping. Trakten runt Zhanping består till största delen av jordbruksmark.
Genomsnittlig årsnederbörd är 2 281 millimeter. Den regnigaste månaden är juni, med i genomsnitt 426 mm nederbörd, och den torraste är oktober, med 17 mm nederbörd.